# Two to the Power of Love
«Two to the Power of Love» — дуэт Джанет Джексон и Клиффа Ричарда был выпущен вторым синглом с альбома Dream Street. В чартах Великобритании песня достигла максимума на 83-м месте, а в Южной Африке — на 7-м. Это первая песня, вошедшая в лучшую сотню UK Singles Chart и в десятку южно-африканского чарта продаж.

## Позиции в хит-парадах
Еженедельные чарты:
| Год  | Чарт                             | Высшая позиция | Пребывание в чарте |
| ---- | -------------------------------- | -------------- | ------------------ |
| 1984 | Великобритания (UK Albums Chart) | 83             | 3 недели           |
| 1984 | ЮАР (RISA)                       | 7              | 15 недель          |